# Ctenoplusia guenei
Ctenoplusia guenei là một loài bướm đêm trong họ Noctuidae.